# Mat (czasopismo)
Mat – polskie czasopismo założone przez czołowych polskich szachistów: Mateusza Bartla, Grzegorza Gajewskiego i Stanisława Zawadzkiego. Ich ambicją było stworzenie „arcymistrzowskiego czasopisma dla każdego”, które będzie jednocześnie informować o najważniejszych wydarzeniach z kraju i ze świata, a także oferować czytelnikom materiały szkoleniowe na najwyższym poziomie. Polscy szachiści otrzymali pierwszy numer w grudniu 2008 roku. Od tego czasu „Mat” stale się rozwija.
Na początku 2010 roku założyciele „Mata”, przekazali pismo Polskiemu Związkowi Szachowego. Redaktorem naczelnym pozostał GM Mateusz Bartel, a prowadzącym MF Michał Rudolf. W roku 2013 czasopismo zaczął redagować Piotr Kaim, a od roku 2015 funkcję tę przejął MF Paweł Dudziński. Od jesieni 2017 roku funkcję redaktora naczelnego pełni IMc Tomasz Makowski. Redakcja jest jednoosobowa. 
Na łamy "Mata" zapraszani są najlepsi szachiści z Polski i świata. Publikowane są także materiały dotyczące sztuki, literatury, grafiki związanych z szachami. Redakcja troszczy się o najwyższy poziom edytorski i językowy.
W "Macie" trwały zapis zyskują ważne zdarzenia szachowe, sylwetki osób, wartościowe partie komentowane wyłącznie przez utytułowanych szachistów.
"Mat" jest też miejscem, w którym zamieszczane są reklamy firm oraz organizowanych wydarzeń szachowych.
"Mat" często jest wartościowym podarunkiem, który wręcza się ważnym partnerom biznesowym, dzieciom na turniejach, członkom rodzin.
Należy podkreślić, że MAT został wielokrotnie zauważony na rynku europejskim, a najlepsi szachiści świata z Magnusem Carlsenem i Janem-Krzysztofem Dudą pomagają w jego promocji. MAT patronuje wielu wyjątkowym wydarzeniom szachowym, w tym szczególnie turniejom dla dzieci z niepełnosprawnościami.
Dystrybucja "Mata" opiera się na ofercie prenumeraty oraz sprzedaży poprzez sieć salonów Empik.